# Marklen Iwanowitsch Lasarew
Marklen Iwanowitsch Lasarew (russisch Марклен Иванович Лазарев, armenisch Մարկլեն Իվանովիչ Լազարև; * 20. Oktober 1920 in Jerewan; † 2006) war ein sowjetisch-russischer Jurist mit armenischen Wurzeln sowie international bekannter Völkerrechtler.

## Leben
Er studierte bis 1942 an der Staatlichen Universität Moskau und schloss das Jura-Studium mit Auszeichnung ab. Im Jahre 1944 wurde er Mitglied der KPdSU. In den Jahren von 1944 bis 1946 war er Rechtsberater der sowjetischen Kommission zur Beschaffung von kriegswichtigem Gütern aus den USA im Rahmen des Lend-Lease Act. Von 1950 bis 1969 lehrte er an der Diplomatischen Akademie des Außenministeriums der Russischen Föderation Völkerrecht und Staatsrecht. Er war Teilnehmer einer internationalen Konferenz in Berlin im Mai 1969 unter Leitung des Potsdam-Babelsberger Juristen Herbert Kröger und wurde dort als Leiter des Lehrstuhls für Rechtswissenschaften an der Diplomatenhochschule in Moskau vorgestellt. In seinem Redebeitrag sprach er zur Gewährleistung der europäischen Sicherheit unter Heranziehung verschiedener Verträge seines Landes mit der DDR.
Im  selben Jahr 1969 wechselte er zur Akademie der Wissenschaften der UdSSR und wurde Leiter der Abteilung für See-, Luft- und Weltraumrecht am Akademie-Institut für Staat und Recht bis 1979. Die deutsche Ausgabe der Zeitschrift Sputnik druckte 1972 auf Deutsch einen Beitrag  unter der Rubrik „Gedanken, Vorschläge, Diskussionen“  mit mehreren Beispielen über vorhandene Lücken im internationalen Seerecht nach, den der Rechtsprofessor zuvor in einer juristischen Fachzeitschrift seines Landes auf Russisch veröffentlicht hatte. Im Zusammenhang mit der Forderung  nach „Rechtsschutz für Delphine“ erwähnte er nebenbei die Forschungen der Ozeanologen und die Rolle des Forschungsschiffes bei der Gewinnung von Messwerten über den Salzgehalt, die Radioaktivität, die Temperatur des Wassers sowie Strömungen in den unterschiedlichen Tiefen der Weltmeere.
Am Institut für Lateinamerikastudien der Akademie der Wissenschaften der UdSSR, die von 1925 bis 1991 die höchste wissenschaftliche Einrichtung der Sowjetunion war, wirkte er von 1979 bis 1985 als stellvertretender Direktor. Er arbeitete auch für die im Jahre 1960 gegründete Universität der Völkerfreundschaft, die zu seiner Zeit nach dem kongolesischen Politiker Patrice Lumumba benannt wurde.
Lasarew befasste sich in seinen Veröffentlichungen 1975 u. a. mit dem Rechtsstatus der Forschungsschiffe und privilegierte solche, die für wissenschaftliche Zwecke eingesetzt werden.
„Militärische Forschungsschiffe“ sollten von der Teilnahme an der „wissenschaftlichen Meeresforschung für friedliche Zwecke“ – nach offizieller Auffassung der Sowjetunion und anderer Staaten auf der 3. UN-Seerechtskonferenz (UNCLOS III) – nicht ausgeschlossen sein.
Lasarew stellte fest, dass „für die Angleichung eines Forschungsschiffes an ein Kriegsschiff ... es keine Rechtsgrundlage (gibt), falls sie nicht vom Flaggenstaat selbst vorgenommen wird.“ Offensichtlich bezog sich seine Aussage auf zu seiner Zeit bereits vorhandene Wehrforschungsschiffe. Er sprach sich dafür aus, dass die Forschungsschiffe weiterhin „eine Reihe von Privilegien und Vorrechten genießen“ müssen und ging dabei davon aus, dass die „friedliche Nutzung von Wissenschaft und Technik ... obligatorisch (ist)“. Er forderte bei „der Ausarbeitung des genauen Status der Forschungsschiffe in den verschiedenen Gewässern des Weltmeeres ... sich von den grundlegenden Prinzipien des modernen Seevölkerrechts ... und von dem Prinzip der Harmonisierung der Interessen des Küstenstaates und des Forschungsstaates leiten“ zu lassen.
Seine Kollegin, die seit 1961 publizierende Völkerrechtlerin Lidija Wassiljewna Speranskaja, forderte zuvor 1973 in einer vom Institut für Staat und Recht der Akademie der Wissenschaften der UdSSR redigierten Schrift für die wissenschaftlichen Forschungsschiffe einen von anderen Seefahrzeugen erheblich abweichenden Rechtsstatus im Zusammenhang mit der Frage der friedlichen Durchfahrt durch Territorialgewässer und den Zutritt zu Häfen der Küstenstaaten. Lasarew und Speranskaja veröffentlichten in Moskau 1972 gemeinsam das Werk Okean, technika, prawo (Ozean, Technik, Recht). Dieser Buchtitel und beide Herausgeber wurden in die Bibliografie von United Juridical Yearbock 1973 unter Abschnitt Law of the sea (Seerecht) aufgenommen.
Als verantwortlicher Redakteur empfahl er in einer Literaturübersicht zu allgemeinen Themen des Seevölkerrechts  sowie zum Schutz  und vernünftigen Nutzung der Meeresumwelt u. a. den Völkerrechtler Gerhard Reintanz und zum Thema Schifffahrtsentwicklung und Seerecht die Rechtswissenschaftler Ralf Richter und Dolly Richter-Hannes mit Hinweis auf deren Veröffentlichungen z. B. in der Zeitschrift „DDR-Verkehr“.
Er war Mitglied des Dissertationsausschusses des Instituts für Staat und Recht der Russischen Akademie der Wissenschaften (RAN). Am 21. November 1991 erhielt diese Akademie auf Grund eines Erlasses des damaligen russischen Präsidenten Boris Jelzin ihren Namen  Rechtsnachfolgerin der ehemaligen Akademie der Wissenschaften der UdSSR. Lasarew forschte am Zentrum für internationale Rechtsstudien des Instituts für Staat und Recht der Russischen Akademie der Wissenschaften und wurde Universitätsprofessor an der Abteilung für Internationales Recht der Russischen Universität der Völkerfreundschaft in Moskau.
Der britische Jurist und emeritierte Rechtswissenschaftler William E. Butler (* 1939) schätzte an Lasarew dessen Vermögen, das Seerecht prägende Trends zu erkennen und für die maritime Politik der Staaten im Blick auf die Erforschung und Nutzung des Weltmeers zu beurteilen.
Der führende amerikanische Rechtsgelehrte vom Institute of Current World Affairs, New York City, für sowjetisches Recht, vor allem für das sowjetische Konzept des Völkerrechts, und emeritierte Professor für Rechtswissenschaften an der Columbia University, John N. Hazard (* 1909; † 1995) bewertete Lasarews Werk: Zeitgenössisches internationales Seerecht. Er würdigte Lasarew als einen „prominenten Professor“.

## Ehrungen und Auszeichnungen
- Er war Mitglied des Ständigen Schiedsgerichts Den Haag[1] in den Jahren 1969 bis 1984.
- Als Professor und Doktor der juristischen Wissenschaften hielt er Gastvorlesungen im Ausland, beispielsweise an der Universität von Ottawa.[1]
- Er war als Rechtsexperte Teilnehmer von Delegationen seines Landes zu internationalen Konferenzen.
- Als Bürger der UdSSR wurde er mit dem 1972 gestifteten Orden der Völkerfreundschaft ausgezeichnet. Er war Vizepräsident der Gesellschaft UdSSR – Spanien.[1] Zudem war er Träger des Ordens Zeichen der Ehre, mit dem u. a. herausragende Leistungen in der wissenschaftlichen Forschung gewürdigt wurden.

## Dissertationen
Seine erste Doktorarbeit (Kandidatendissertation) verfasste er 1948 zum Thema Das Problem der Anerkennung in den Beziehungen der USA zu lateinamerikanischen Staaten und im Jahre 1961 die weitere Dissertation zur Erlangung des akademischen Grades eines Doktors der juristischen Wissenschaften mit dem Titel Ausländische Militärstützpunkte in fremden Territorien und modernes Völkerrecht. Beide verteidigte er an der Lomonossow-Universität Moskau erfolgreich. Später wurde er selbst wissenschaftlicher Betreuer von Doktorarbeiten auf dem Gebiet des Völkerrechts.

## Werke (Auswahl)
Er verfasste bzw. redigierte mehr als 500 Arbeiten zu Themen des Völkerrechts und der Internationalen Politik.
- Zur Frage der Anerkennung im Völkerrecht.[24]
- Der Ozean gehört uns allen – über Lücken im Seerecht.[25]
- Modernes Seevölkerrecht: Die Rechtsordnung der Gewässer und des Bodens des Weltmeers.[26]
- Internationales Seerecht in der Epoche der wissenschaftlich-technischen Revolution.[27]
- Modernes Seevölkerrecht: Wissenschaftliche Forschung – Schutz der Meeresumwelt – Handels- und Kriegsschif(f)fahrt.[28] In der beigefügten Literaturübersicht wird der deutsche Völkerrechtler aus der DDR Gerhard Reintanz und dessen Aufsatz Die Ostsee. Besondere Verschmutzungsprobleme aus dem Jahre 1973 mitgenannt.[29]
- Theoretische Fragen des modernen Seevölkerrechts.[30] Lasarev erwähnt bei den verstärkt erforderlichen, seevölkerrechtlichen Regelungen u. a. die „wissenschaftlichen ozeanographischen und ozeanologischen Forschungen“ die „Schaffung wissenschaftlicher Forschungsflotten“ und den „Transfer maritimer Technologie, wissenschaftlicher Erkenntnisse und Informationen von industriell entwickelten Ländern an Entwicklungsländern“[31].
- Als Leiter eines sowjetischen Redaktionskollektivs, bestehend u. a. aus A. L. Kolodkin (1928–2011), verfasste er 1984 die Schlussbemerkung zu den in Russisch erschienenen Bänden Modernes Völkerrecht, ins Deutsche Übersetzt von Elmar Rauch (* 1937).[32]

Von deutschen Völkerrechtlern wurde er gelegentlich zu Bekräftigung von Forschungsergebnissen herangezogen, z. B. von Rudolf Arzinger und Theodor Schweisfurth in seiner rechtspolitischen Untersuchung „Die Sowjetunion und der Grundsatz pacta sunt servanda“. Lasarew war Mitglied der nationalen Vereinigung für Internationales Seerecht. Er veröffentlichte in inländischen Zeitschriften Rechtsbeiträge, z. B. in der Fachschrift Sowjetstaat und Recht (SGP) zum Seevölkerrecht unter dem Aspekt „Blick in die Zukunft“. Auch in der DDR-Fachzeitschrift Staat und Recht erschien gelegentlich ein Beitrag von ihm, in dem der Verfasser von der Redaktion als Professor aus Moskau genannt wurde. Er würdigte 1969 in einem Aufsatz Verträge zwischen der DDR und der UdSSR im Bereich Wissenschaft, Technik und Kultur.
In dem von Lazarew redigierten Werk Modernes Seevölkerrecht: Wissenschaftliche Forschung – Schutz der Meeresumwelt – Handels- und Kriegsschif(f)fahrt werden deutsche See- bzw. Völkerrechtler u. a. Haalck, Reintanz und Elchlepp aus der DDR mit ausgewählten Veröffentlichungen namentlich aufgeführt und aus der Bundesrepublik u. a. Rolf Herber. Er hielt Vorträge zu völkerrechtlichen Fragen, z. B. im Mai 1990 Über ein theoretisches Konzept der Kontrolle über die Erfüllung internationaler Verpflichtungen von Staaten.

### Verfasser von Rezensionen (Auswahl)
In seinem beruflichen Leben schrieb er mehrere Besprechungen von Fachliteratur, teils als alleiniger Verfasser, teils zusammen mit anderen Autoren:
- Mit Jewgeni Alexandrowitsch Korowin (1892–1964) verfasste 1949 eine Rezension[40] des Buches des sowjetischen Diplomaten und Historikers B. E. Stein: Die „Russische Frage“ auf der Pariser Friedenskonferenz (1919–1920), Moskau 1949[41], mit dem Fazit bzw. der Empfehlung es handele sich um einen wertvoller Leitfaden für international tätige Rechtsanwälte.
- Mit Konstantin A. Baginjan besprach er das 1949 in russischer Sprache veröffentlichte Buch von David B. Lewin[42] Diplomtische Exterritorialität, das auch die völkerrechtliche  diplomatische Immunität behandelte.[43]
- Rezension des Buches: Yearbook of International Law. Band 1. Buenos Aires, 1981.[44]